# Parque Ciudad de los Ángeles
Parque Ciudad de los Ángeles är en park i Spanien.   Den ligger i provinsen Provincia de Madrid och regionen Madrid, i den centrala delen av landet, i huvudstaden Madrid. Parque Ciudad de los Ángeles ligger 597 meter över havet.
Terrängen runt Parque Ciudad de los Ángeles är platt. Runt Parque Ciudad de los Ángeles är det mycket tätbefolkat, med 4 670 invånare per kvadratkilometer. Närmaste större samhälle är Madrid, 7,0 km norr om Parque Ciudad de los Ángeles. Runt Parque Ciudad de los Ángeles är det i huvudsak tätbebyggt.